# Кръстю Илянов
Кръстю Бешев Илянов е български столетник, считан за най-дълго живелия българин – 128 години.
Роден е в село Пордим, Плевенско през 1785 г. Препитава се със земеделие. Известен е сред съселяните си със своята работливост и неучастие в караниците и дрязгите между хората в селото. Прави впечатление, че въпреки тежките времена, характерни със своите епидемии, войни и глад, не емигрира като други по време на емигрантските вълни от онези години. Живее в Пордим до смъртта си през 1913 г.
Дядо Кръстю става известен със снимка, на която е заснет на 125-годишна възраст. По тази снимка в Германия изготвят 1000 пощенски картички и част от тях са изпратени в пордимските музеи като сувенири за посетителите. Известни факти от биографията му се намират в книгата на Любомир Буковски „Плевен. Среща с миналото 1877 – 1944“.